# 무트라

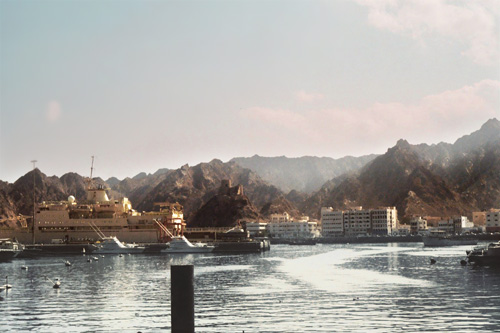
무트라 항

무트라(아랍어: مطرح)는 오만 무스카트 주에 위치한 도시로, 인구는 150,000명(2003년 기준)이다. 석유가 발견되기 이전까지 오만의 상업 중심지 역할을 맡았으며 현재는 무스카트 주에서 가장 큰 항구 도시 가운데 하나이다. 시내에는 아라비아 반도에서 가장 큰 노천 시장이 있다.